# 福輝珠寶
福輝珠寶有限公司（除牌當時為0639.HK），曾是香港交易所上市，是在1984年成立，主要業務為銷售珠寶產品。是在1990年上市。
而在2007年，出售珠寶產品及製造，轉移生產煤炭能源。而在股東大會通過後，現時為首鋼福山資源至今。

## 連結
- 福輝珠寶 （页面存档备份，存于）